# Lambertella viburni
Lambertella viburni är en svampart som beskrevs av Whetzel & Dumont 1971. Lambertella viburni ingår i släktet Lambertella och familjen Rutstroemiaceae.   Inga underarter finns listade i Catalogue of Life.